# Roger Protz
Roger Protz (nacido en 1939) es un escritor, periodista y activista británico. Se unió a la Campaña por la Verdadera Ale (CAMRA) en 1976 y ha escrito varios libros sobre cerveza y pubs. Editó las ediciones de 1978 a 1983 de la Guía de la Buena Cerveza de CAMRA y cada edición desde el año 2000. Anunció en otoño de 2017 que la Guía de 2018 sería la última.

## Biografía
Protz nació en Londres en una respetable familia de clase trabajadora. Su padre era un trabajador portuario. Durante el Blitz fue evacuado con su madre a Norfolk. Creció en el East End de Londres y dejó la escuela a los 16 años.
Protz se unió a las Juventudes Socialistas del Partido Laborista y se convirtió en editor de su periódico, New Advance. Mientras estaba en el Partido Laborista, se unió a la Liga Socialista Laborista. En los años 60, también trabajó como sub-editor en la mesa de redacción del Evening Standard. En 1961, renunció a New Advance para convertirse en el editor del periódico juvenil de la SLL Keep Left. En 1964, se convirtió en editor del periódico Militant, y en 1968 de Socialist Worker, renunciando en 1974.
Posteriormente, pasó un período dando conferencias a tiempo parcial en periodismo en el London College of Printing. A raíz de una crisis económica nacional perdió su trabajo.
Protz fue posteriormente contratado por CAMRA en 1976 para editar su revista mensual.  Editó la Guía de la Buena Cerveza desde la edición de 1978 en adelante.
Escribe una columna regular para el Publican's Morning Advertiser, una columna mensual para What's Brewing y también contribuye a Beers of the World y All About Beer. También escribió una columna de cerveza para The Guardian hasta 2006. En 2007, dio una conferencia sobre la historia de la cerveza en el Instituto Smithsonian en Washington D. C.. En 1988 fundó el Gremio Británico de Escritores de Cerveza y fue presidente del mismo entre 2000 y 2003. Entre sus premios se encuentran dos jarras de oro y cinco de plata del Gremio y fue nombrado Escritor del Año de Bebidas Glenfiddich en 1997 y 2004. 
En una entrevista de 2010 se describió a sí mismo como un "socialista verde" y partidario del West Ham United F.C..
Fue entrevistado por Sheila Dillon para un programa de 30 minutos de duración de Radio 4 The Food de la BBC el 15 de agosto de 2016, llamado acertadamente "Roger Protz: Una vida a través de la cerveza".
Protz editó la Guía de la Buena Cerveza Real Ale de 1978 a 1983 y desde 2000. Anunció en el otoño de 2017 que la Guía de 2018 sería la última.

## Publicaciones
- Los 500 Pubs Mejores de Gran Bretaña. Londres: Carlton Libros, 2000   .
- La Guía Completa a Cerveza Mundial, 2004. ISBN 1-84442-865-6.
- Clásico Stout y Portero, 1997. ISBN 1-85375-220-7.
- La Enciclopedia Definitiva de Cerveza, 1995. ISBN 1-86309-142-4.
- 300 Cervezas para Probar Antes de que  Mueres, 2005. ISBN 978-1-85249-273-1.
- 300 Más Cervezas para Probar Antes de que  Mueres, 2013. ISBN 978-1-85249-295-3.
- El Familiar Brewers de Gran Bretaña: Una celebración de británico brewing patrimonio. 2020. ISBN 978-1-85249-359-2.